# Stacja hydrolokacyjna
Zasugerowano, aby zintegrować ten artykuł z artykułem sonar (dyskusja). Nie opisano powodu propozycji integracji.
Stacja hydrolokacyjna (hydrolokator) – urządzenie przeznaczone do określania położenia obiektów pod wodą, montowane najczęściej na jednostkach pływających. Stosowane w żegludze do wykrywania przeszkód podwodnych, w rybołówstwie do określania położenia ławic ryb oraz na okrętach wojennych do określania położenia okrętów podwodnych. Ze względów historycznych istnieje cała gama nazw określających stację hydrolokacyjną. Stacje hydrolokacyjne dzieli się na bierne: szumonamiernik lub sonar pasywny oraz aktywne: sonar aktywny lub ASDIC. Czasami jako synonimu stacji hydrolokacyjnej używa się nazwy jej części składowej – hydrofonu.